# Oleh Protasov
Oleh Valerijovytsj Protasov (Oekraïens: Олег Валерійович Протасов; russische Oljeg Protasov) (Dnjepropetrovsk, 4 februari 1964) is een Oekraïens voormalig voetballer. Ten tijde van de Sovjet-Unie was hij ook bekend onder zijn naam Oleg Protasov.

## Biografie
Protasov begon zijn carrière bij Dnipro Dnipropetrovsk (Dnjepr Dnjepropetrovsk), waarmee hij in 1983 de landstitel veroverde. In 1987 maakte hij de overstap naar Dynamo Kiev waar hij in 1990 kampioen mee werd. In 1987 werd hij voetballer van het jaar. In 1990 trok hij voor vier jaar naar het Griekse Olympiakos en won er twee keer de beker mee. Na een Japans avontuur keerde hij terug naar Griekenland om er voor enkele kleinere clubs te spelen.
Protasov debuteerde in 1984 in het nationaal elftalen speelde 68 interlands, waarin hij 29 keer scoorde.. In 1988 werd hij Europees vicekampioen met zijn land en hij nam ook deel aan twee wereldbekers. In 1994 speelde hij nog één wedstrijd voor het onafhankelijke Oekraïne.
Na zijn spelerscarrière werd hij trainer en hij begon bij Olympiakos, waarmee hij in 2003 landskampioen werd. Na een jaar bij AEL Limasol leidde hij Steaua Boekarest naar de 1/8ste finale van de UEFA Cup. Hierna keerde hij terug naar zijn thuisstad om er Dnipro Dnipropetrovsk te trainen. Hij eindigde in de subtop met de club en werd in augustus 2008 ontslaan na een nederlaag tegen AC Bellinzona in de kwalificatie voor de UEFA Cup. Hierna ging hij naar het Russische Koeban Krasnodar, dat uit de eerste klasse gedegradeerd was en hij leidde de club terug naar de hoogste klasse. Vanwege de mondiale financiële crisis, die ook Koeban trof besloten ze in onderling overleg de samenwerking stop te zetten. In 2009 ging hij naar het Griekse Iraklis, waar hij ontslagen werd na vijf opeenvolgende nederlagen. Hierna trainde hij nog meerdere clubs maar nooit voor een lange periode.

## Erelijst
Als speler
 Dnipro Dnipropetrovsk
- Sovjet Top Liga: 1983
- Sovjet Federatiebeker: 1986

 Dynamo Kiev
- Sovjet Top Liga: 1990
- Beker van de Sovjet-Unie: 1990

 Olympiakos Piraeus
- Beker van Griekenland: 1989/90, 1991/92

Als trainer
 Olympiakos Piraeus
- Alpha Ethniki: 2002/03

Individueel
- Voetballer van het jaar van de Sovjet-Unie: 1987
- Topscoorder Sovjet Top Liga: 1985, 1987, 1990
- UEFA Zilveren Schoen: 1984